# 제3차 요시다 내각 (제3차 개조)
제3차 요시다 제3차 개조내각(일본어: 第3次吉田第3次改造内閣)은  요시다 시게루가 제49대 내각총리대신으로 임명되어, 1951년 12월 26일부터 1952년 10월 30일까지 존재한 일본의 내각이다.
제3차 요시다 내각 제2차 개조내각을 개조한 내각이다.

## 재직 기간
- 1951년(쇼와 26년) 12월 26일 ~ 1952년(쇼와 27년) 10월 30일
- 재직 일수 : 320일

## 개요
1951년 9월 8일, 샌프란시스코 강화조약과 미일 안전 보장 조약이 체결되자 일본은 연합국에 의한 점령 체제에 종지부를 찍으면서 국제 사회에 복귀를 다했다. 일본내에서는 점령 체제의 종언에 따르고 요시다 내각의 퇴진과 요시다의 총리직 사임도 관측되고 있었다. 그러나 요시다 본인은 퇴진과 사임에 대해서는 일절 부인했고 정권을 계속 이끌겠다고 다짐했다. 그것은 요시다 자신이 오랫동안 ‘원맨 재상’으로서의 점령 체제하를 극복해 왔다고 하는 자부심이나 왕성한 권세욕은 물론이고 그 이상으로 샌프란시스코 평화 조약 및 미일 안보 조약의 발효와 새로운 체제의 정비(미일 행정 협정의 교섭 작업, 국제 사회 복귀에 따르는 외교 정책 입안, 점진적 방위 체제 정비, 공산주의 억제를 위한 노동운동 규제 등)의 실현을 위해서 정권 유지가 없어서는 안된다고 하는 판단 때문이었다.
같은 해 12월 19일에 요시다는 다음해인 1952년은 과거 6년을 통한 중요한 해라고 생각하면서 1953년 1월 22일까지 정권을 맡겠다는 입장을 밝혔다. 그리고 1951년 12월 25일에는 갑작스럽게 내각 개조를 단행하면서 성립한 것이 ‘제3차 요시다 내각 제3차 개조내각’이다(각료의 인증은 26일). 당연히 요시다는 마스다 가네시치 간사장 외에도 자유당 수뇌들에게 사전에 상의할 일도 없이 원맨쇼를 발휘했다.
법무총재로 기용된 기무라 도쿠타로는 우익 성향을 가진 검사 출신의 정치가이며 그를 기용한 반공 입법 추진이 예상됐다. 제3차 요시다 내각 제2차 개조내각의 관방장관인 오카자키 가쓰오를 국무대신(자위력 점증 담당)으로 기용한 것은 외교관 출신의 오카자키가 미일 행정 협정 교섭을 담당시키기 위해 그 후 요시다는 자신이 겸무하고 있던 외무대신을 오카자키로 기용했다. 오하시 다케오에게는 경찰예비대 담당의 국무대신으로서 방위 체제의 검토에 들어가게 했다.
당 총무회장인 히로카와 고젠을 농림상으로 기용한 것은 자유당 내에서 마스다 가네시치 간사장과의 ‘컵의 싸움’이 격화되어 강화를 목전에 두고 있는 국민민주당도 가세하여 항쟁이 확대되었기 때문에 당내의 땅을 고르는 것이 목적이었다. 또, 당내 융화에서는 야마자키 다케시를 국무대신으로 기용하고 있다. 더욱이 ‘요시다 학교’의 멤버인 이케다 하야토 대장상, 하시모토 료고 후생상, 사토 에이사쿠 우정상 겸 전기통신상, 스토 히데오 경제안정본부 총무장관의 유임, 호리 시게루를 내각관방장관으로 기용하는 등 공직 추방이 해제된 하토야마 이치로 일파에 대한 요시다파에 의한 정권 굳히기가 실시됐다.
이번 내각 개조를 하토야마파의 간부인 고노 이치로는 “터무니 없는 크리스마스 선물을 준 것이다”라고 말했다.

## 각료
- 내각총리대신 - 요시다 시게루
- 외무대신 - 요시다 시게루(겸무) / 오카자키 가쓰오(1952년 4월 30일 ~ )
- 대장대신 - 이케다 하야토
- 법무총재(1952년 8월 1일 개칭) - 기무라 도쿠타로
- 법무대신(1952년 8월 1일 설치) - 기무라 도쿠타로
- 문부대신 - 아마노 데이유 / 오카노 기요히데(1952년 8월 12일 ~ )
- 후생대신 - 하시모토 료고 / 요시타케 에이치(겸무, 1952년 1월 18일 ~ )
- 농림대신 - 히로카와 고젠
- 통상산업대신 - 다카하시 류타로(참의원 의원, 녹풍회)
- 운수대신 - 무라카미 기이치(참의원 의원, 녹풍회)
- 우정대신 - 사토 에이사쿠
- 전기통신대신(1952년 8월 1일 폐지) - 사토 에이사쿠(겸무)
- 노동대신 - 요시타케 에이치
- 건설대신, 홋카이도 개발청 장관, 수도건설위원회 위원장 - 노다 우이치
- 경제안정본부 총무장관(1952년 8월 1일 폐지) - 스토 히데오
- 중앙경제조사청 장관(1952년 8월 1일 폐지) - 스토 히데오
- 물가청 장관(1952년 8월 1일 폐지) - 스토 히데오
- 경제심의청 장관(1952년 8월 1일 설치) - 스토 히데오 / 야마자키 다케시(1952년 9월 2일 ~ )
- 배상청 장관(1952년 4월 28일 폐지) - 오카자키 가쓰오
- 행정관리청 장관 - 하시모토 료고(겸무) / 기무라 도쿠타로(겸무, 1952년 1월 18일 ~ ) / 노다 우이치(1952년 4월 5일 ~ )
- 지방자치청 장관(1952년 8월 1일 폐지) - 오카노 기요히데(겸무)
- 자치청 장관(1952년 8월 1일 설치) - 오카노 기요히데(겸무)
- 보안청 장관(1952년 8월 1일 설치) - 요시다 시게루(사무 취급)
- 국무대신 - 야마자키 다케시 / 야마가타 가쓰미(1952년 9월 2일 ~ )
- 국무대신 - 오하시 다케오 / 오노기 히데지로(1952년 9월 2일 ~ )
- 국무대신 - 오카자키 가쓰오( ~ 1951년 12월 27일) / 오카자키 가쓰오(1952년 4월 29일 ~ 4월 30일) / 나카야마 도시히코(1952년 9월 2일 ~ )
  - 내각관방장관 - 호리 시게루
  - 내각관방부장관 - 겐노키 도시히로 / 에구치 미토루(1952년 8월 13일 ~ )
  - 내각관방부장관 - 간노 요시마루

## 정무 차관
- 외무 정무 차관 - 이시하라 간이치로
- 대장 정무 차관 - 니시무라 나오미
- 법무 정무 차관(법무부) - 다쓰노 기이치로( ~ 1952년 7월 31일)
- 법무 정무 차관(법무성) - 다쓰노 기이치로(1952년 8월 1일 ~ )
- 문부 정무 차관 - 이마무라 주스케
- 후생 정무 차관 - 마쓰노 라이조
- 농림 정무 차관 - 노하라 마사카쓰( ~ 1952년 6월 10일) / 오가와라 마사노부(1952년 6월 11일 ~ 9월 6일)
- 통상 산업 정무 차관 - 혼마 슌이치
- 운수 정무 차관 - 사사키 히데요
- 우정 정무 차관 - 데라모토 이쓰키
- 전기 통신 정무 차관 - 히라이 다로( ~ 1952년 7월 31일)
- 노동 정무 차관 - 미조구치 사부로
- 건설 정무 차관 - 쓰카하라 도시오
- 경제 안정 정무 차관 - 후쿠다 도쿠야스( ~ 1952년 7월 31일)
- 경제 심의청 정무 차관 - 후쿠다 도쿠야스(1952년 8월 1일 ~ )
- 물가 정무 차관 – 우에하라 쇼키치( ~ 1952년 3월 31일)
- 중앙 경제 조사 정무 차관 - 우에하라 쇼키치(1952년 3월 31일 ~ 7월 31일)
- 행정 관리 정무 차관 - 야마구치 로쿠로지
- 배상 정무 차관 - 이리마지리 다이조( ~ 1952년 4월 28일)
- 지방 자치 정무 차관 - 후지노 시게오( ~ 1952년 8월 1일)
- 자치 정무 차관 - 후지노 시게오(1952년 8월 1일 ~ )
- 홋카이도 개발 정무 차관 - 이리마지리 다이조(1952년 8월 1일 ~ )
- 보안 정무 차관 - 히라이 다로(1952년 8월 1일 ~ )

## 참고 문헌
- 하타 이쿠히코 편 《일본 관료제 종합 사전 : 1868 ~ 2000》(도쿄 대학 출판회, 2001년)